# 1963年の相撲
1963年の相撲（1963ねんのすもう）は、1963年の相撲関係のできごとについて述べる。

## 大相撲

### できごと
- 1月、初場所、蔵前国技館で15日間。8日目、大晃の初土俵から1000回出場を表彰。20代式守伊之助が第24代木村庄之助襲名。21代式守伊之助には木村庄九郎が昇格。場所後の番付編成会議で豊山の大関昇進決定。
- 2月、大鵬がエールフランスの招待で渡欧。
- 3月、春場所、大阪府立体育会館で15日間。新大関の豊山は負け越す。
- 4月、広島準本場所8日間、横綱大鵬優勝。
- 5月、夏場所、蔵前国技館で15日間。初日、昭和天皇、皇后観戦。横綱柏戸は栃木・塩原温泉で治療。
- 6～7月、名古屋場所、金井体育館で15日間[1]。大鵬は5日目、青ノ里に敗れ30連勝でストップ。
- 9月、秋場所、蔵前国技館で15日間。
- 10月、「秋場所の柏鵬戦は八百長」とスポーツ紙に書いた石原慎太郎を相撲協会が名誉棄損で告訴（内談の後に取り下げ）。大阪準本場所15日間、大鵬優勝。
- 11月、九州場所、福岡スポーツセンターで15日間。佐渡ヶ嶽部屋でフグ中毒事件が起こり、力士2人死亡。佐渡ヶ嶽検査役引責辞任。

### 本場所
- 一月場所（蔵前国技館、13～27日）
幕内最高優勝 : 大鵬幸喜（14勝1敗,9回目）
  - 殊勲賞-豊山、敢闘賞-豊山、技能賞-海乃山

十両優勝 : 琴櫻紀雄（13勝2敗）
- 三月場所（大阪府立体育会館 10～24日）
幕内最高優勝 : 大鵬幸喜（14勝1敗,10回目）
  - 殊勲賞-富士錦、敢闘賞-海乃山、技能賞-鶴ヶ嶺

十両優勝 : 大雄辰實（12勝3敗）
- 五月場所（蔵前国技館、12～26日）
幕内最高優勝 : 大鵬幸喜（15戦全勝,11回目）
  - 殊勲賞-岩風、敢闘賞-逆鉾、技能賞-鶴ヶ嶺

十両優勝 : 麒麟児將能（13勝2敗）
- 七月場所（金山体育館、6月23～7月7日）
幕内最高優勝 : 北葉山英俊（13勝2敗、1回目）
  - 殊勲賞-富士錦、敢闘賞-若浪

十両優勝 : 高鐵山孝之進（13勝2敗）
- 九月場所（蔵前国技館、8～22日）
幕内最高優勝 : 柏戸剛（15戦全勝,2回目）
  - 殊勲賞-岩風、敢闘賞-琴櫻

十両優勝 : 沢光幸夫（12勝3敗）
- 十一月場所（福岡スポーツセンター、10～24日）
幕内最高優勝 : 栃ノ海晃嘉（14勝1敗,2回目）
  - 殊勲賞-琴櫻、敢闘賞-沢光、技能賞-海乃山

十両優勝 : 北の冨士勝明（15戦全勝）

## 誕生
- 1月29日 - 常の山勝正（最高位：前頭12枚目、所属：出羽海部屋）[2]
- 2月2日 - 寺尾常史（最高位：関脇、所属：井筒部屋、+ 2023年【令和5年】）[3]
- 6月22日 - 北勝海信芳（第61代横綱、所属：九重部屋、年寄：八角、第12代日本相撲協会理事長）[4]
- 7月26日 - 森乃里治重（最高位：十両9枚目、所属：立田川部屋）
- 8月9日 - 岩手富士祐一（最高位：十両6枚目、所属：朝日山部屋、+ 2020年【令和2年】）[5]
- 8月12日 - 双羽黒光司（第60代横綱、所属：立浪部屋、+ 2019年【平成31年】）[6]
- 8月16日 - 龍ヶ浜広宣（最高位：十両7枚目、所属：時津風部屋）
- 9月12日 - 大刀光電右エ門（最高位：前頭15枚目、所属：友綱部屋）[7]
- 9月12日 - 43代式守伊之助（立行司、所属：春日野部屋）[8]
- 10月5日 - 琴ヶ梅剛史（最高位：関脇、所属：佐渡ヶ嶽部屋）[6]
- 10月9日 - 孝乃富士忠雄（最高位：小結、所属：九重部屋）[9]
- 10月28日 - 北吹雪弘士（最高位：十両9枚目、所属：立浪部屋）
- 12月13日 - 大獅子耕蔵（最高位：十両11枚目、所属：立浪部屋）
- 12月31日 - 6代小錦八十吉（最高位：大関、所属：高砂部屋）[10]

## 死去
- 2月21日 - 綾錦由之丞（最高位：張出前頭（筆頭格）、所属：追手風部屋→湊川部屋、* 1892年【明治25年】）[11]
- 4月7日 - 矢筈山登（最高位：小結、所属：友綱部屋、* 1888年【明治21年】）[12]
- 5月28日 - 高津山芳信（最高位：関脇、所属：朝日山部屋、* 1919年【大正8年】）[13]
- 6月10日 - 東海稔（最高位：前頭14枚目、所属：伊勢ヶ濱部屋→荒磯部屋、* 1924年【大正13年】）[14]
- 7月20日 - 稲ノ森勉（最高位：前頭14枚目、所属：入間川部屋→出羽海部屋、* 1899年【明治32年】）[15]
- 8月7日 - 大戸平吉太郎（最高位：関脇、所属：尾車部屋→峰崎部屋、* 1889年【明治22年】）[16]
- 11月 - フグ中毒事件の犠牲者である三段目の佐渡ノ花が12日、序二段の斎藤山が14日に死去。
- 12月15日 - 力道山光浩（最高位：関脇、所属：二所ノ関部屋、* 1924年【大正13年】）[17]